# SMG戰隊
（SMG Team）（英文全名：Still Moving Under Gunfire）由知名歌手林俊傑成立的台灣電子競技職業隊伍。

## 傳說對決（已解散）

### 歷史沿革

#### 2017年
- 7月30日：SMG戰隊正式成立及2017GCS夏季職業聯賽正式開打，執行長為林苡宗，領隊Abby，分析師PiPi，創隊成員有隊長Hanzo成員Liang、 Genji、Chichi、Sirenia。
- 2017 GCS夏季職業聯賽，SMG在此賽季獲得11勝1敗，和ST並列聯賽第1，需進行加賽，加賽中SMG2:0擊敗ST，以例行賽第一之姿直接晉級總決賽。SMG於總決賽4:2擊敗ST，奪得第一屆GCS職業聯賽冠軍，並得到代表GCS賽區參加2017年傳說對決亞洲區國際錦標賽（AIC）的資格。
- 2017年AIC中，由於SMG是GCS賽區的第一種子，因此無需進行預賽，可直接保送八強。八強賽中，SMG 2:0橫掃來自泰國RML賽區的APR(Alpha Red)，四強對上同賽區的ST，SMG以2:0獲勝，晉級總決賽，總決賽4:1擊敗來自越南AOG賽區的GTV(Game TV)，奪得2017年AIC冠軍[1][2][3]。

#### 2018年
- 1月4日：戰隊成員Lulala暫離戰隊，加入新成員（前AHQW原GOS打野）Wayn和指導教練（前AHQW原GOS輔助）CK。
- 2018 GCS春季職業聯賽，SMG在此賽季獲得11勝7敗，排名第2。季後賽先以3:1擊敗MS晉級總決賽，但總決賽1:4不敵JT，拿下亞軍。
- 5月29日：傳說對決官方公布AWC外卡隊名單，經外卡隊教練AA挑選後，SMG成員Hanzo、Genji皆入選外卡隊名單，但隊伍成員以個人理由拒絕參與AWC世界盃以及印尼巨港亞運傳說對決項目[4]。
- 7月25日：戰隊成員Wayn退出SMG戰隊，轉隊至FW閃電狼戰隊擔任打野。
- 8月4日：2018GCS夏季賽選手名單，SMG登入替補選手Ben（原創隊成員Lulala）。
- 2018 GCS夏季職業聯賽，SMG在此賽季獲得9勝5敗，排名第3。於季後賽第一輪1:3不敵ahq，以第四名作收。
- 11月3日：Garena頒發GCS夏季賽各路最佳選手，獲獎成員：最佳魔龍輸出選手：Sirenia、最佳凱撒路選手：Liang。

#### 2019年
- 1月11日：原成員Hanzo、Liang、Chichi、Sirenia、Genji轉隊至TXO戰隊。
- 1月21日：公佈新成員，凱撒路Joey（前MAD凱撒路）、打野Xiao（金門陽明）、中路Hong（阿鴻）、魔龍輸出DinDin（前ONE邊線）、輔助Mid（前HKA、MS輔助）。
- 2019 GCS春季職業聯賽，SMG在此賽季獲得0勝12敗，排名第7。
- 3月22日：Din Din因個人因素及未來考量，於個人FB發出聲明說已退出SMG戰隊當實況主。
- 2019 GCS夏季職業聯賽，SMG在此賽季獲得0勝12敗，排名第7。
- 10月27日：與S7傳說城市賽冠軍MOP進行升降賽，以取得保級資格，最終以3:4不敵MOP，SMG在GCS職業聯賽的時代正式走入歷史。

### 解散前選手
| 比賽帳號   | 姓名   | 暱稱   | 遊戲位置 | 國籍     | 備註                                                                            |
| ---------- | ------ | ------ | -------- | -------- | ------------------------------------------------------------------------------- |
| SMG JunJun | 張柏駿 | JunJun | 打野     | 中華民國 | 已退役二軍                                                                      |
| SMG DanDan | 李旭毅 | 蛋蛋   | 凱撒路   | 中華民國 |                                                                                 |
| SMG Kato   | 曾勇峻 | 加藤   | 打野     | 中華民國 | 前MAD、FW打野，前FW教練，2020年APL世界冠軍打野                                  |
| SMG GaDuo  | 蘇育彥 | 狗哥   | 中路     | 中華民國 | 前ahq中路，前ONE輔助、魔龍輸出，前FW魔龍輸出、副教練，2020年APL世界冠軍魔龍輸出 |
| SMG Juan   | 江承翰 | 絕緣   | 魔龍輸出 | 中華民國 | 前MS魔龍輸出                                                                    |
| SMG Peanut | 劉宇振 | 小花生 | 魔龍輸出 | 中華民國 | 前HKA、MS魔龍輸出                                                               |
| SMG Kamama | 詹曜瑜 | Kama   | 輔助     | 中華民國 | 前MS、MAD輔助                                                                   |
| SMG Ben    | 李俊毅 | 小波   | 教練     | 中華民國 |                                                                                 |

### 已離隊選手
| 比賽帳號    | 姓名   | 暱稱     | 遊戲位置       | 國籍     | 備註 | 個人專頁                                                                                     |
| ----------- | ------ | -------- | -------------- | -------- | --- | -------------------------------------------------------------------------------------------- |
| SMG Joey    | 林溫雄 | 喬帥     | 凱撒路         | 中華民國 | 前AHQW、MAD凱撒路                                                                                             |                                                                                              |
| SMG Xiao    | 羅文孝 | 金門陽明 | 打野           | 中華民國 | 前TXO魔龍輸出，現BMG魔龍輸出，2023年夏季賽比賽帳號改為Kinmen                                                  |                                                                                              |
| SMG Hong    | 姚瑞鴻 | 阿鴻     | 中路           | 中華民國 | |                                                                                              |
| SMG Mid     | 黃錦梁 | 港仔     | 輔助           | 香港     | 前MS、HKA輔助                                                                                                 |                                                                                              |
| SMG Qianyo  | 林謙佑 | 謙佑     | 凱撒路         | 中華民國 | |                                                                                              |
| SMG NNN     | 傅德恩 | 德恩     | 凱撒路、輔助   | 中華民國 | 前S.T、MOP凱撒路、中路、ONE中路，前BMG輔助                                                                    |                                                                                              |
| SMG Wayne   | 謝松霖 | 偉恩     | 魔龍輸出、打野 | 中華民國 | 前FW打野 | Facebook（页面存档备份，存于） YouTube（页面存档备份，存于）                                 |
| SMG Liang   | 陳亮誌 | 阿亮     | 邊線           | 中華民國 | 現TXO邊線，但現在以開實況為主，2017年GCS夏季賽冠軍邊線，2017年AIC亞洲冠軍邊線                                 | Facebook Instagram（页面存档备份，存于） YouTube（页面存档备份，存于）                       |
| SMG Chichi  | 李浚祺 | 祺祺     | 打野           | 中華民國 | 現TXO打野，2017年GCS夏季賽冠軍打野，2017年AIC亞洲冠軍打野                                                     | Instagram YouTube（页面存档备份，存于）                                                      |
| SMG Hanzo   | 黃成在 | 胖子     | 中路           | 中華民國 | 前MOP、TXO中路，現ANK教練，2017年GCS夏季賽冠軍中路，2017年AIC亞洲冠軍中路                                     | Instagram（页面存档备份，存于） YouTube（页面存档备份，存于）                                |
| SMG Sirenia | 洪偉嘉 | 海牛     | 邊線           | 中華民國 | 前TXO邊線，2017年GCS夏季賽冠軍邊線，2017年AIC亞洲冠軍邊線，2018年夏季賽最佳魔龍輸出，2019年春季賽最佳魔龍輸出 | Facebook（页面存档备份，存于） Instagram（页面存档备份，存于） YouTube（页面存档备份，存于） |
| SMG Genji   | 鄭至隆 | 至隆     | 輔助           | 中華民國 | 現TXO輔助，2017年GCS夏季賽冠軍輔助，2017年AIC亞洲冠軍輔助                                                     | Instagram YouTube（页面存档备份，存于）                                                      |
| SMG CK      | 賈宏鼎 | 希克     | 教練（輔助）   | 中華民國 | 前TXO、HKA教練，現RTS戰隊負責人                                                                               | Facebook（页面存档备份，存于） Instagram（页面存档备份，存于） YouTube（页面存档备份，存于） |

### 賽事成績
2017年
- 2017年GCS夏季：總冠軍
- 2017年AIC亞州區國際錦標賽：總冠軍

2018年
- 2018年GCS春季：亞軍
- 2018年GCS夏季：第四名

2019年
- 2019年GCS春季：第七名
- 2019年GCS夏季：第七名

## 外部連結
- SMG Team的Facebook專頁
- SMG Team的Instagram帳戶
- YouTube上的SMG戰隊頻道